# Festival international du film d'Erevan
Le Festival international du film d'Erevan (en arménien «Ոսկե Ծիրան» Երևանի միջազգային կինոփառատոն ; en anglais "Golden Apricot" Yerevan International Film Festival, GAIFF), surnommé « Abricot d'or » du nom de son prix principal, est un festival de cinéma se déroulant en juillet à Erevan, en Arménie. Créé en 2004, le festival est le seul festival cinématographique du pays et tend à être un événement international majeur dans le Caucase.
Atom Egoyan, après avoir remporté le premier Abricot d'or du Meilleur film en 2004 avec son film Ararat, est depuis 2005 le président du festival.
L'abricot (Prunus armeniaca) fait référence au fruit national, originaire d'Arménie selon la légende.

## Historique
Le festival international du film de l'Abricot d'or est créé en 2004 à l'initiative du Golden Apricot Fund for Cinema Development, de l’Armenian Association of Film Critics and Cinema Journalists, des ministères des affaires étrangères et de la culture. La première session a lieu du 30 juin au 4 juillet 2004 et représente vingt pays.
En 2005, le réalisateur canadien Atom Egoyan, gagnant de l'Abricot d'or 2004, prend la présidence du festival.
En 2009, près de trois cents films de soixante pays sont présentés et c'est Le Premier Cercle, film français de Laurent Tuel avec Jean Reno, qui fait l'ouverture du festival.
La septième session, qui se tient du 11 au 18 juillet 2010, voit concourir cent-vingt films — sur cinq cents présentés — originaires de quarante-cinq pays. L'Abricot d'or du Meilleur film est remis à Kosmos, un film bulgaro-turc de Reha Erdem. Henri Verneuil reçoit à titre posthume le prix d'honneur Paradjanov ; Claudia Cardinale et Theodoros Angelopoulos se voient remettre le prix Paradjanov récompensant leur carrière. Le 14 juillet, le festival honore le cinéma français avec une journée spéciale à laquelle l'ambassade de France en Arménie apporte un soutien financier. Le film du réalisateur français Serge Avédikian L'Histoire est chien est projeté pour la cérémonie de clôture.

## Fonctionnement
Le festival a principalement lieu dans le plus important cinéma d'Erevan, le Moskva, notamment les cérémonies d'ouverture et de fermeture, et la remise des prix. Les films sont diffusés dans les trois salles du cinéma, ainsi qu'à la Galerie nationale d'Arménie et au Théâtre de marionnettes d'Erevan.
Trois catégories sont représentées en compétition officielle : les films de fiction internationaux, les documentaires internationaux et les films arméniens. Chaque catégorie récompense le premier prix d'un Abricot d'or et le deuxième d'un Abricot d'argent. Les films retenus pour la compétition doivent avoir été produits moins de deux ans avant l'ouverture du festival.
Par ailleurs, chaque année, la section Cinema in Dialogue Regional Competition récompense des films produits dans le Caucase et autour de la mer Noire et la section Retrospective met en avant plusieurs réalisateurs de divers pays en diffusant quelques films de ceux-ci. Depuis 2004, le festival a notamment proposé des rétrospectives de films de Claire Denis, Jos Stelling, Marco Bellocchio, Leos Carax, Catherine Breillat, Wim Wenders, Kōhei Oguri, Rob Nilsson ou Fatih Akin.

### Administration
En 2012, le festival est administré par :
- Président du festival : Atom Egoyan
- Directeur général : Haroutioun Khatchatrian
- Directrice artistique : Susanna Harutyunyan
- Directeur de la programmation : Mikayel Stamboltsyan

## Jurys

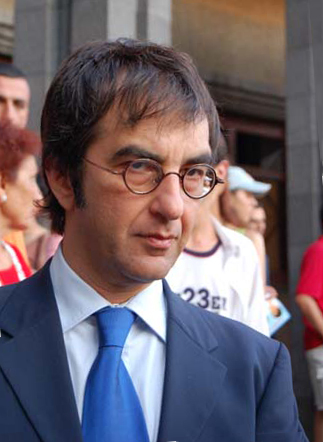
Atom Egoyan, président du festival depuis 2005.

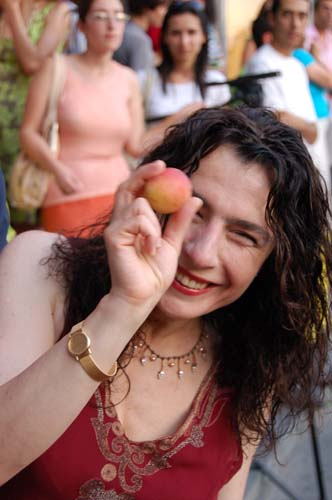
Arsinée Khandjian au festival en 2006.

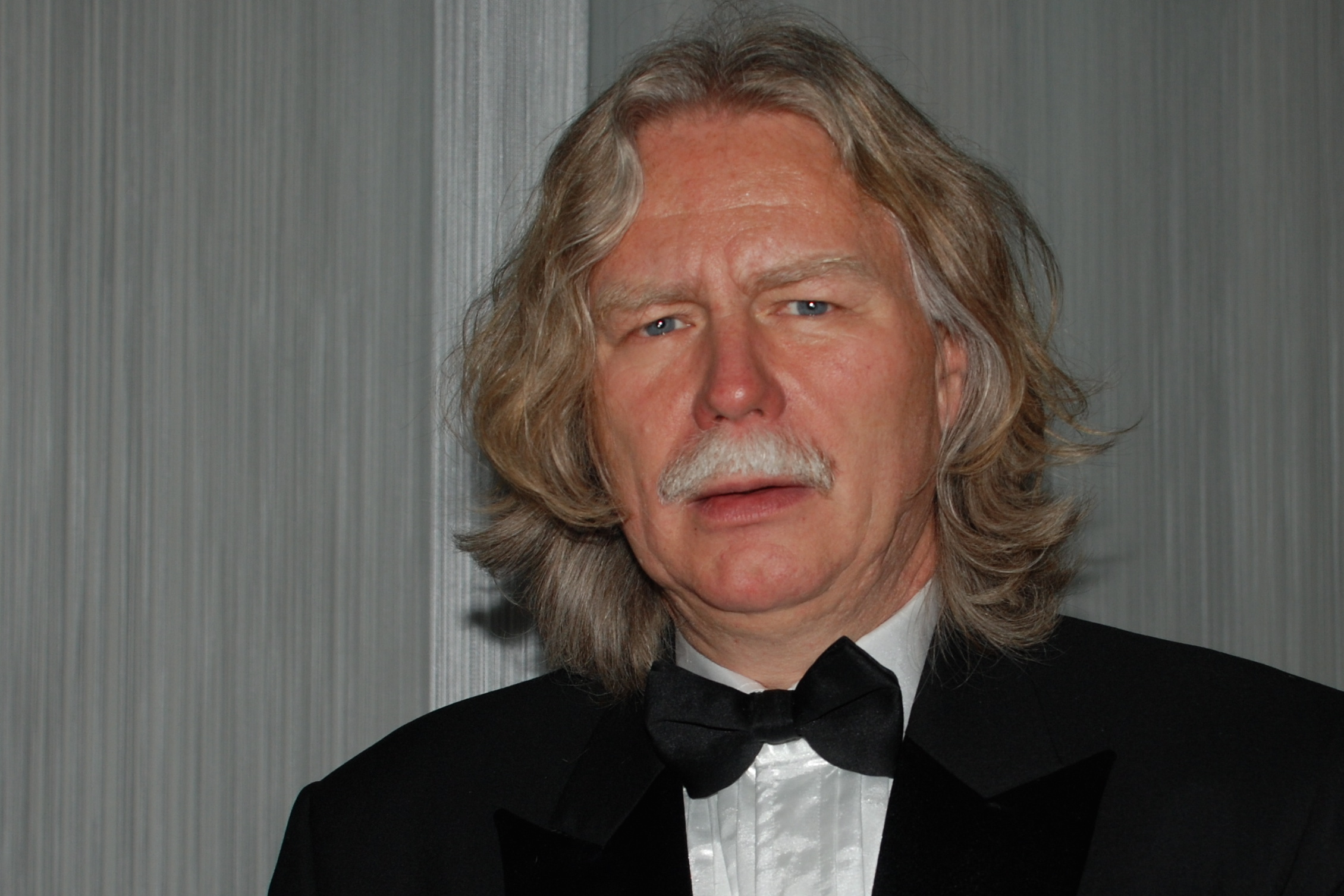
Fridrik Thor Fridriksson en 2007.

Cinq groupes de jury évaluent les différentes catégories en compétition. Le jury du film de fiction est composé, selon les années, de trois à six personnalités internationales du cinéma.
20052e édition
- Atom Egoyan (président du jury): réalisateur canadien
- Deborah Young : réalisatrice, scénariste et critique américaine
- Simon Field : directeur de la London Production Company Illuminations Films
- Eduardo Andin : critique argentin
- Jos Stelling : réalisateur néerlandais

20063e édition
- Moritz de Hadeln (président du jury) : réalisateur britannique
- Kim Dong-won : réalisateur coréen
- Sandra den Hamer : directrice de festival néerlandaise
- Yesim Ustaoglu : architecte et réalisatrice turque
- Perch Zeytuntsian : écrivain égyptien

20074e édition
- An Cheong-sook (présidente du jury) : journaliste coréenne
- Behrooz Hashemian : producteur américain
- Vladimir Msryan : comédien arménien

20085e édition
- Dariush Mehrjui (président du jury) : réalisateur iranien
- Ulrich Seidl : réalisateur autrichien
- Goran Paskaljević : réalisateur serbe
- Azize Tan : organisatrice et directrice de festivals
- Ashot Adamyan : comédien arménien

20096e édition
- Kohei Oguri (président du jury) : réalisateur japonais
- Eric Bogosian : acteur et scénariste américain
- Albert Wiederspiel : directeur de marketing production allemand
- Nana Djordjadze : réalisatrice géorgienne
- Paco Poch : producteur espagnol
- Arsinée Khanjian : actrice canadienne

20107e édition
- Fridrik Thor Fridriksson (président du jury) :  réalisateur, scénariste, acteur et producteur islandais
- Rob Nilsson : acteur, producteur, réalisateur et scénariste américain
- Leon Cakoff : réalisateur, scénariste et critique brésilien
- Sergei Lavrentiev : comédien, écrivain et académicien russe
- Semih Kaplanoglu : réalisateur turc

20118e édition
- Derek Malcolm (président du jury), critique britannique
- Frédéric Boyer, écrivain français
- Paweł Pawlikowski, réalisateur et scénariste britannique
- Cho Young-jung, de Corée
- Vahagn Ter-Hakobyan, cinématographe arménien

20129e édition
- Victor Erice (président du jury), réalisateur et scénariste espagnol
- Charles Tesson, critique français
- Kirill Razlogov, directeur russe
- Janusz Gazda, critique polonais
- Roland Kazaryan, ingénieur son arménien

201310e édition
- Istvan Szabo (président du jury), réalisateur hongrois
- Andrei Plakhov, critique russe
- Tiina Lokk, productrice estonienne
- Jay Weissberg, critique italien
- Serge Avedikian, acteur et réalisateur franco-arménien

201411e édition
- Christian Berger (président du jury), réalisateur autrichien
- Marco Müller, producteur italien et ancien directeur de la Mostra de Venise
- Srdan Golubović, réalisateur serbe
- Petros Markaris, écrivain, scénariste grecques
- Anna Mouglalis, comédienne française

201512e édition
- Robert Guédiguian (président du jury), réalisateur et scénariste français
- Peter Scarlet
- Alexander Grozev, écrivain bulgare
- Zaza Urushadze, réalisateur et scénariste géorgien
- Alin Taşçiyan, critique et journaliste turque

201613e édition
- Tigran Mansuryan (président du jury)
- Fred Kelemen
- Stefan Kitanov
- Pierre Léon
- Homayoun Ershadi

201714e édition
- Hugh Hudson (président du jury), réalisateur et scénariste  Royaume-Uni
- Ciro Guerra, réalisateur  Colombie
- Alexey Fedorchenko, producteur  Russie
- Ildikó Enyedi, réalisatrice  Hongrie
- Tom McSorley, directeur du Canadian Film Institute d'Ottawa  Canada

201815e édition
- Asghar Farhadi (président du jury), réalisateur et scénariste  Iran
- Larry Smith, auteur et éditeur  États-Unis
- Beki Probst, présidente de l'European Film Market  Allemagne
- Boris Khlebnikov, réalisateur  Russie
- Valérie Massadian, photographe  France

201916e édition
- Alexandre Mindadze (président du jury), scénariste et réalisateur russe
- Amy Hobby, ancienne directrice du Festival du film de Tribeca, américaine
- Nicolas Wadimoff, réalisateur et scénariste suisse
- Nino Kirtadzé, réalisatrice française
- Paolo Bertolin, scénariste et producteur italien

202017e édition
- Lav Diaz, cinéaste  Philippines
- Radu Jude, cinéaste et scénariste  Roumanie
- Hayk Kirakosyan, cinéaste  Arménie  Turquie
- François D’Artemare,producteur  France

202118e édition
202219e édition
202320e édition
- Lav Diaz, cinéaste  Philippines
- Inna Sahakyan, réalisatrice et productrice  Arménie
- Claire Simon, scénariste, actrice, directrice de la photographie, monteuse et réalisatrice  France
- Bernd Buder, journaliste  Allemagne
- Raed Faridzadeh, professeur  Iran

## Palmarès
| Année | Catégorie                  | Film                                                          | Réalisateur               | Pays           |
| ----- | -------------------------- | ------------------------------------------------------------- | ------------------------- | -------------- |
| 2004  | Meilleur film              | Ararat                                                        | Atom Egoyan               | Canada         |
| 2005  | Meilleur film              | Le Soleil (Solntse)                                           | Alexandre Sokourov        | Russie         |
| 2005  | Meilleur film documentaire | Les Trois Chambres de la mélancolie (Melancholian 3 huonetta) | Pirjo Honkasalo           | Finlande       |
| 2006  | Meilleur film              | Three Times (Zui hao de shi guang)                            | Hou Hsiao-hsien           | Taïwan         |
| 2006  | Meilleur film documentaire | Workingman's Death                                            | Michael Glawogger         | Autriche       |
| 2007  | Meilleur film              | Import/Export                                                 | Ulrich Seidl              | Autriche       |
| 2007  | Meilleur film documentaire | A Story of People in War and Peace                            | Vardan Hovhannisyan       | Arménie        |
| 2008  | Meilleur film              | The Mermaid                                                   | Anna Melikian             | Russie         |
| 2008  | Meilleur film documentaire | Women See Lot of Things                                       | Meira Asher               | Israël         |
| 2009  | Meilleur film              | L'Autre Rive (Gagma napiri)                                   | George Ovashvili          | Géorgie        |
| 2009  | Meilleur film documentaire | Burma VJ                                                      | Anders Østergaard         | Danemark       |
| 2010  | Meilleur film              | Kosmos                                                        | Reha Erdem                | Turquie        |
| 2010  | Meilleur film documentaire | Together                                                      | Pavel Kostomarovi         | Russie         |
| 2011  | Meilleur film              | Une séparation (جدایی نادر از سیمین)                          | Asghar Farhadi            | Iran           |
| 2011  | Meilleur film documentaire | The World according to Ion B.                                 | Alexander Nanau           | Roumanie       |
| 2012  | Meilleur film              | Dans la brume (В тумане)                                      | Sergei Loznitsa           | Russie         |
| 2012  | Meilleur film documentaire | 5 Broken Cameras (خمس كاميرات محطمة)                          | Emad Burnat               | Palestine      |
| 2013  | Meilleur film              | Circles (Кругови)                                             | Srdan Golubović           | Serbie         |
| 2013  | Meilleur film documentaire | A World Not Ours                                              | Mahdi Fleifel             | Liban          |
| 2014  | Meilleur film              | The Tribe (Кругови)                                           | Myroslav Slaboshpytskiy   | Ukraine        |
| 2014  | Meilleur film documentaire | The Stone River                                               | Giovanni Donfrancesco     | France/ Italie |
| 2015  | Meilleur film              | El abrazo de la serpiente (Embrace of the Serpent)            | Ciro Guerra               | Colombie       |
| 2015  | Meilleur film documentaire | The creation of meaning                                       | Simone Rapisarda Casanova | Canada/ Italie |